# Uładzimir Żyłka

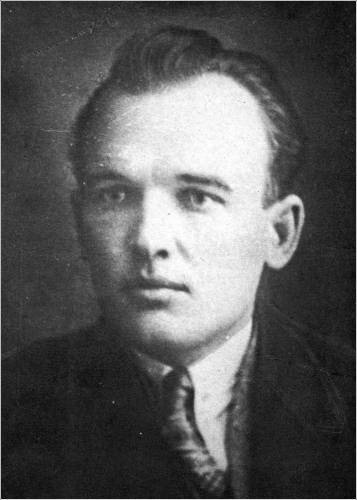
Uładzimier Żyłka

Uładzimier Żyłka (biał. Уладзі́мер Ада́мавіч Жы́лка, pseudonimy literackie: Вл.Ж., Вал.Жыл., Вл. Ж., І. Жылка, Л. Макашэвіч, Макашэвіч, Л. Макашэвіч, У.Ж., Ул.Ж., ur. 27 maja 1900 w Makaszach koło Nowogródka, zm. 1 marca 1933 w mieście Urżum w obwodzie kirowskim) – białoruski poeta (głównie symbolistyczna liryka miłosna i patriotyczno-niepodległościowa – zbiór wierszy „Na rozstaju”), krytyk literacki i tłumacz na język białoruski dzieł Adama Mickiewicza, Henryka Ibsena, Charles’a Baudelaire’a.
W 1926 wyemigrował z Polski do Białoruskiej Socjalistycznej Republiki Radzieckiej gdzie w 1930 został aresztowany przez NKWD i skazany na 5 lat łagrów w regionie Wiatka na terenie Rosji. Zmarł na zesłaniu w 1933. Pochowany w mieście Urżum (obecnie Obwód niżnonowogrodzki, Rosja).
Debiutował drukiem w roku 1920 wierszami wydawanymi w białoruskich czasopismach ukazujących na wschodnich terenach Polski zamieszkiwanych przez Białorusinów (obecnie obszar należy do państwa Białoruś): Беларускія ведамасці, Наша думка, Наша будучыня, Новае жыццё. Autor poematu Ujaulennie (Уяўленне, Wilno, 1923), zbiorów wierszy Na rozstaju (На ростані, Wilno, 1924), Z pól Zachodniej Białorusi (З палёў Заходняй Беларусі, Mińsk, 1927), Wiersze (Вершы, Mińsk, 1970), zbioru Pożni (Пожні – zbiór wierszy, przekładów i artykułów krytycznych, Mińsk, 1986).
Przekłady na język białoruski: Słowa o Jakubie Szeli (biał. Слова пра Якуба Шэлю) Bruno Jasieńskiego (1932), pojedynczych prac Aleksandra Błoka, Adama Mickiewicza, Henryka Ibsena, Charles’a Baudelaire’a, I. Wolkera i innych.